# Satellite Beach
Satellite Beach è una città degli Stati Uniti d'America situata in Florida, nella Contea di Brevard.